# Cintura di rocce verdi di Abitibi

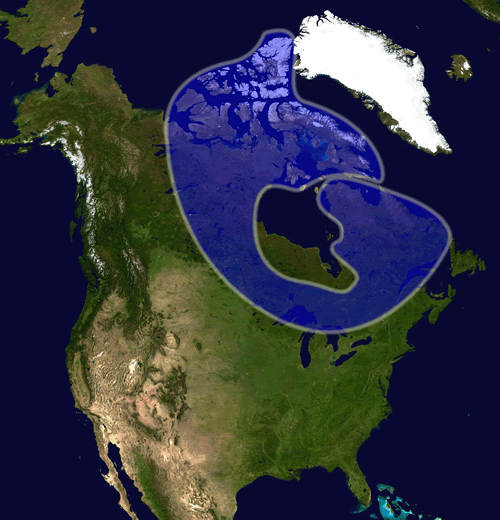
Lo scudo canadese

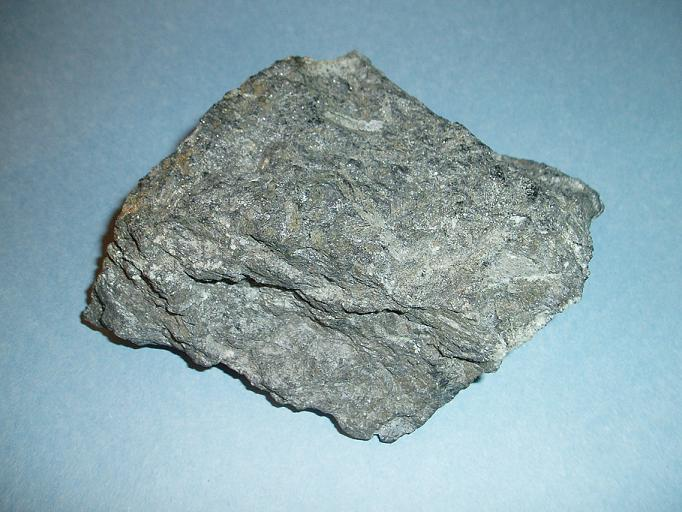
Komatiite di 9 cm proveniente dalla cintura di rocce verdi di Abitibi.

La cintura di rocce verdi di Abitibi è una cintura di rocce verdi risalenti a 2,8-2,6 milioni di anni fa, che si estende attraverso il confine tra Ontario e Québec in Canada.
È composta principalmente di rocce vulcaniche, ma include anche rocce ultrafemiche, rocce intrusive, granitoidi e sedimenti risalenti al Precambriano inferiore e medio.

## Estensione geografica
La cintura di rocce verdi di Abitibi è una delle più estese dell'Archeano. Mette in evidenza una serie di sub-terrane che esibiscono marcature geologiche, geochimiche e isotopiche simili a quelle che si sono formatesi durante l'evoluzione di sistemi attivi accoppiati di arco e retroarco. L'enorme complesso della mega-caldera del Blake River (risalente a 2.707-2.696 milioni di anni fa) è situato all'interno della cintura.